# تثنية (منطق)
التَّثْنِيَة أو التقسيم الثنائي أو التفرع الثنائي أو الفُرْقان أو التنصيف (بالإنجليزية: Dichotomy) هو تقسيم مادة إلى قسمين، أو تصنيف مجموعة من القطع إلى صنفين دون تقاطع. أو بكلمات أخرى، هي تجزئة مجموعة جزئين اثنين يكونان:
- متنافيين: ما من شيء تابع للجزئين معا،
- وشاملين: كل شيء تابع لأحد الجزئين دون الآخر.

## تأثيل
جاءت الكلمة تعريبا من διχοτομία (نقحرة: ديکوتوميا) الإغريقية، ديكو ذات معنى التثنية وتوميا بمعنى قسمة الشيء أو تقطيعه.

## لفظ مشترك
اختلفت أسماء الديكوتومية ومعانيها في اللغة العربية، إما عن تعريب أو ترجمة: منها التفرّع أو التَّشعّب أو الافتراق أو التمايز أو التعارض أو تفرُّع ثنائي الشعب أو الفَرْقِيَّة. يبقى عدد من المعاني مقرونا بهذه الكلمات في فروع علمية كثيرة:
- ينطبق التفسير العام للديكوتومية على مفهومها في العلم الرياضي والفلسفة والأدب واللسانيات. مثلا، إذا أخذنا (أ) وقسمناه إلى جزئين، (ب) وما-ليس-(ب)، فإن الجزئين يشكلان ديكوتومية: ذلك أنهما متنافيان، لأن ما-ليس-(ب) لا يحتوي على أي جزء من (ب) وعكس ذلك صحيح؛ كما أنها شاملان، لأنهما يشملان (أ) كلها، ومعا فإنهما يساويان (أ).